# Club Atlético San Lorenzo de Almagro

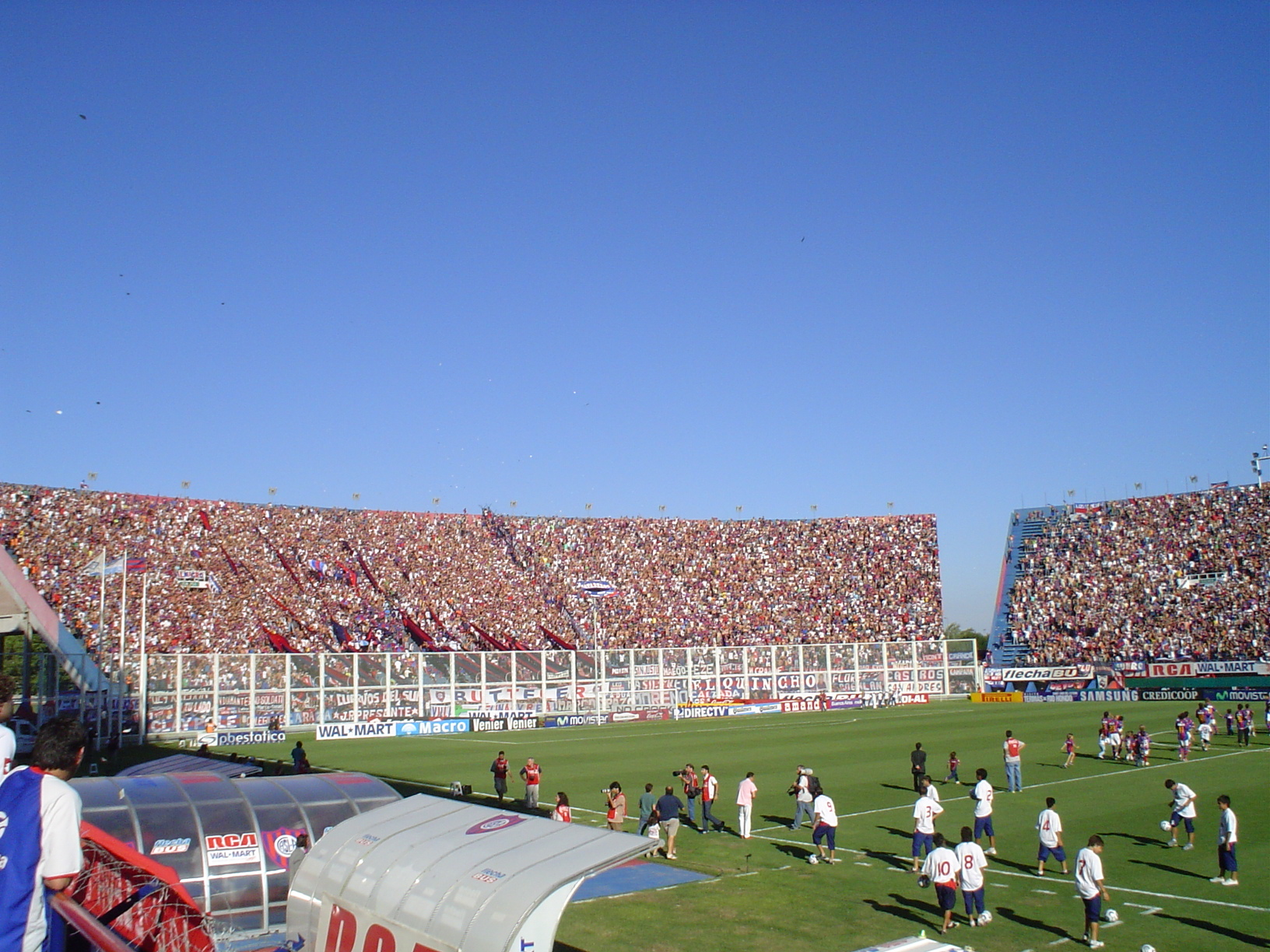

El San Lorenzo de Almagro és un club de futbol argentí de la ciutat de Buenos Aires (al barri de Boedo).

## Història

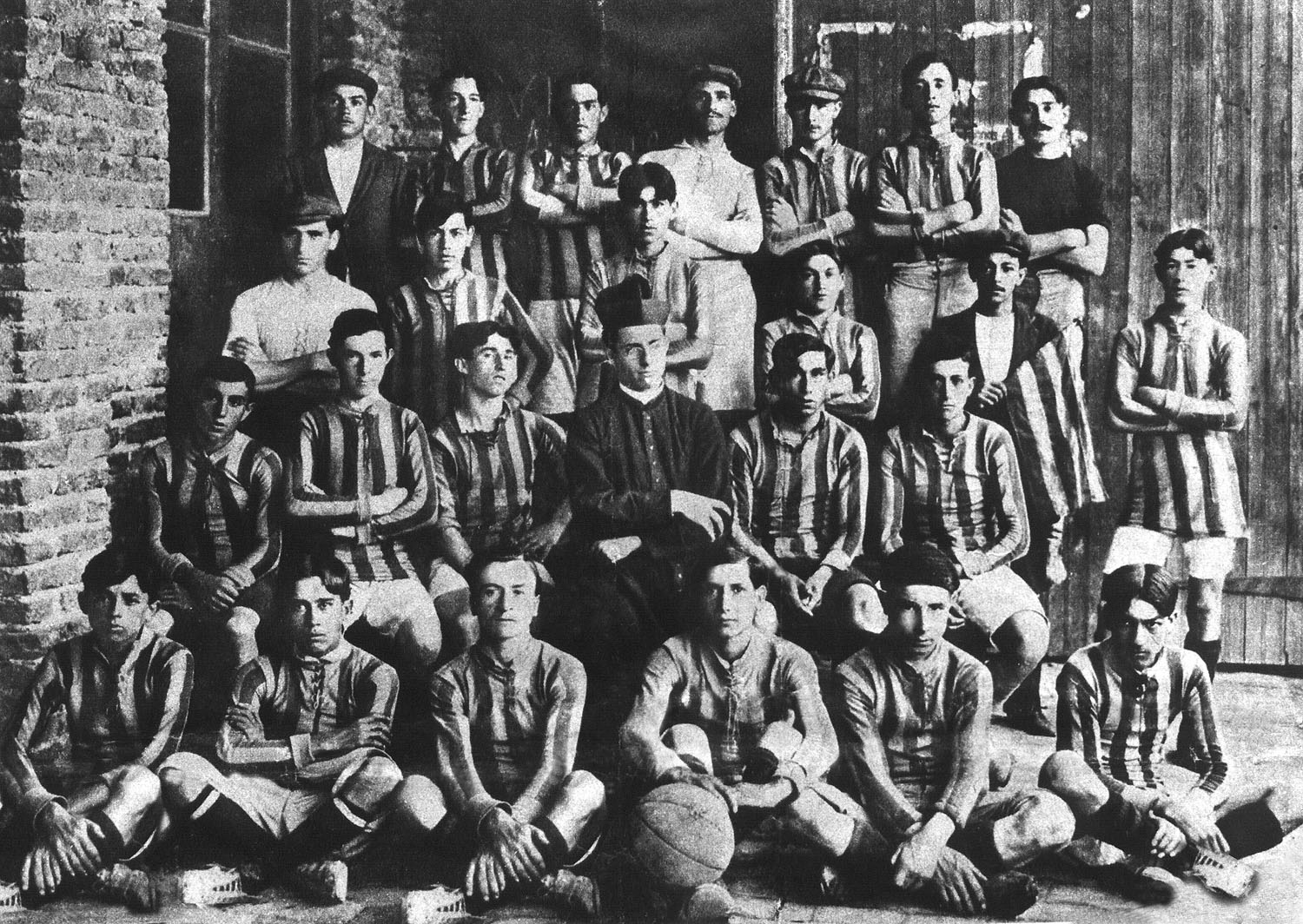
Antic San Lorenzo amb el pare Lorenzo Massa.

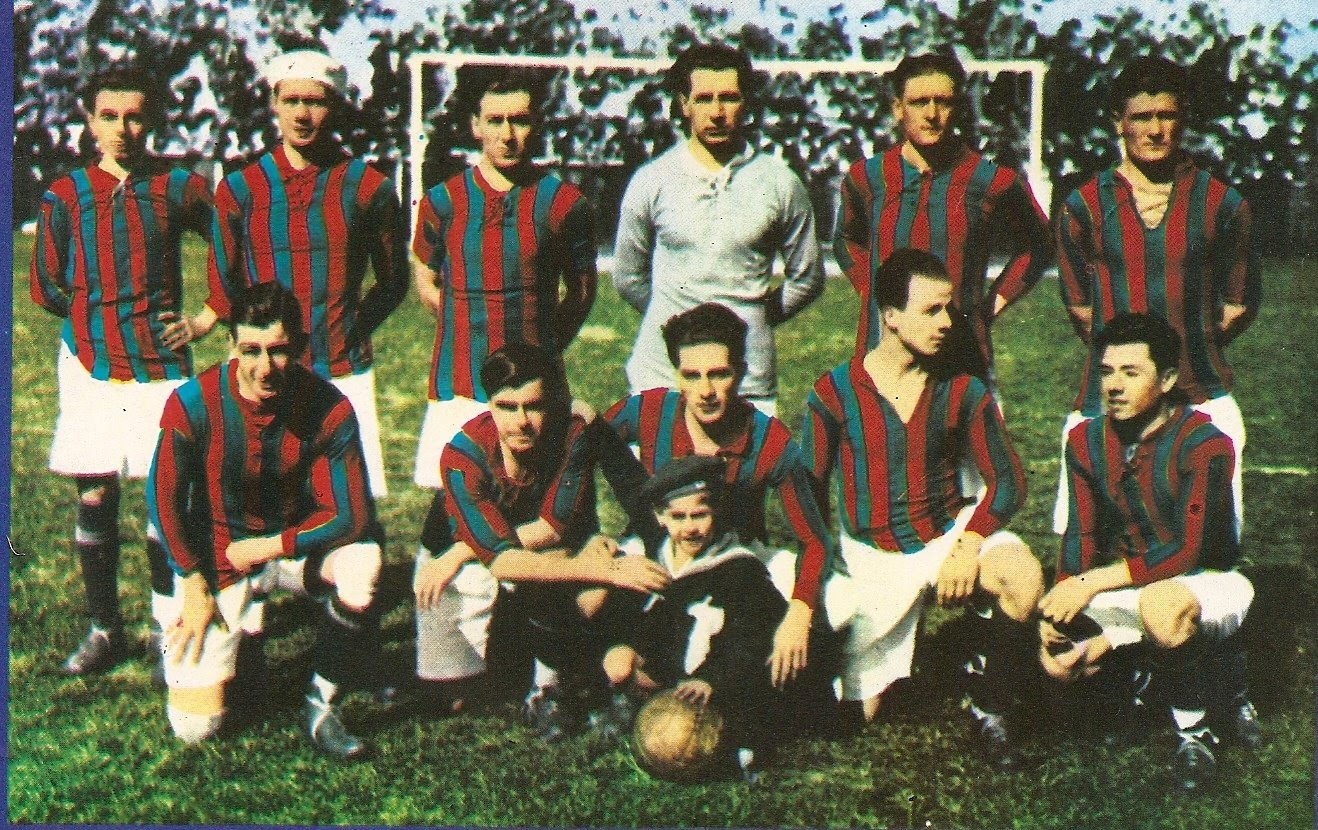
Equip campió el 1923.

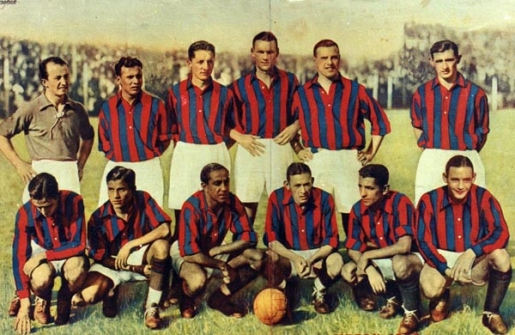
Equip campió el 1933

Els primers anys del 1900, un grup de joves del barri d'Almagro jugaven a futbol al carrer amb el nom de Los Forzosos de Almagro. Però el futbol al carrer s'esdevenia perillós, bàsicament per l'augment de les línies de tramvia, i el mossèn Lorenzo Massa decidí acollir-los a la seva església. L'1 d'abril de 1908 es constituí oficialment amb el nom de San Lorenzo de Almagro, en honor del pare Massa i al barri d'origen.
Ràpidament el club es convertí en un dels cinc grans del país, principalment des de la professionalització del futbol l'any 1931, conjuntament amb el Boca Juniors, River Plate, Racing Club, Independiente i Huracán.

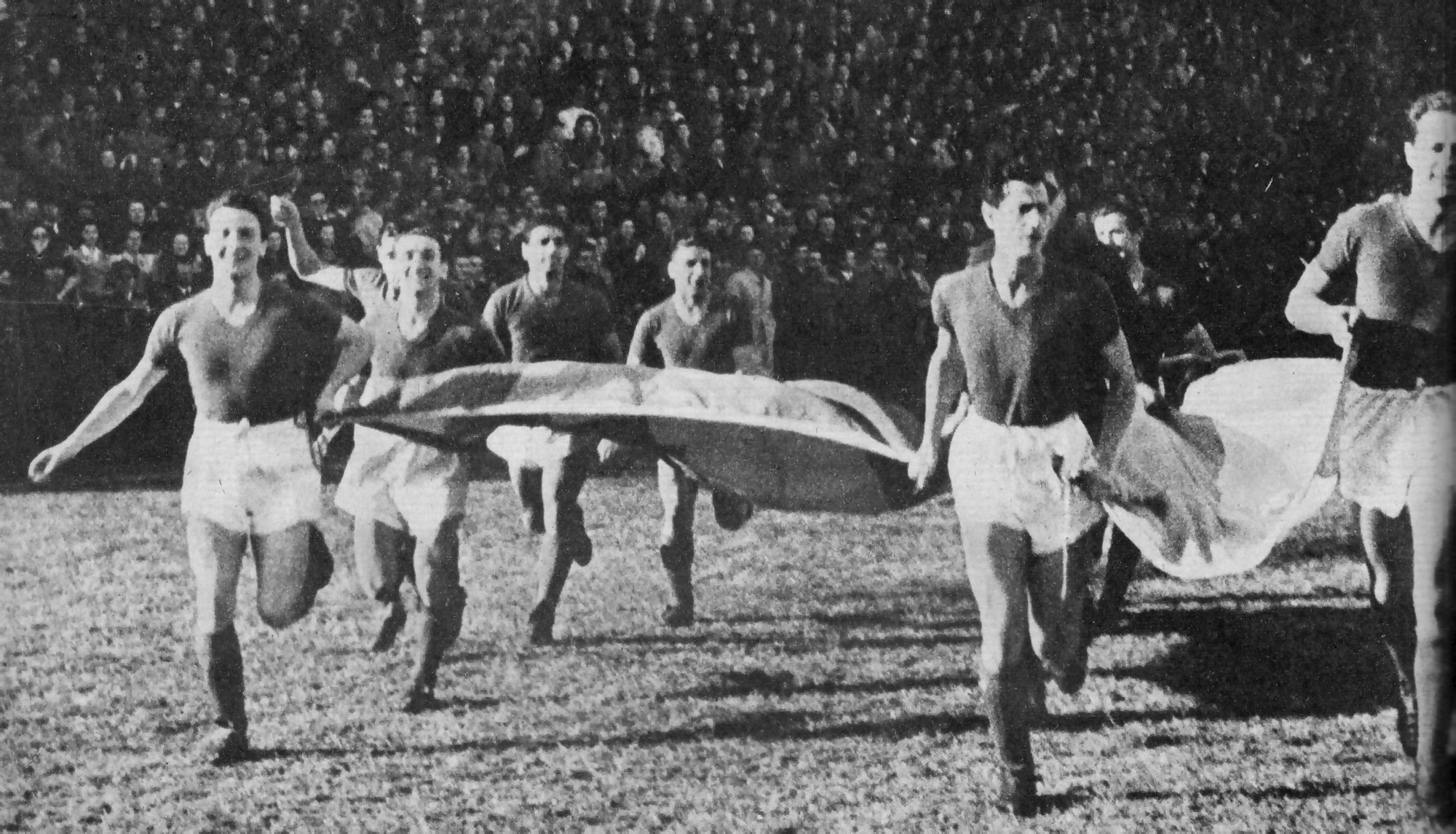
Equip del San Lorenzo el 1947

El 1933, amb homes com Isidro Lángara i altres jugadors descendents de bascos el club guanyà el seu primer títol professional. L'any 1946, San Lorenzo trencà el monopoli de River Plate i guanyà el títol de lliga. Aleshores va fer una gira per Espanya i Portugal molt recordada a la història del club. L'equip derrotà el FC Barcelona i les seleccions d'Espanya, Portugal entre d'altres i fou aclamat com el millor equip de tot el món. A la plantilla del club destacaven per damunt de tots René Pontoni i Reinaldo Martino.
A la dècada del 1960, una generació de futbolistes coneguts com los carasucias destacaren al futbol argentí. L'equip del 1968 fou conegut com los matadores i guanyà el campionat sense ser batut. En el període 1968-1974 San Lorenzo va guanyar un total de quatre títols de lliga, la seva millor marca. Una pobra administració va portar el San Lorenzo a una profunda crisi econòmica que el va dur a vendre el seu estadi. L'equip fou relegat l'any 1981 i va retornar a la primera divisió el 1982. Amb Fernando Miele a la presidència (1986-2001) el club va construir un nou estadi i va guanyar dos títols de lliga, el Clausura '95 (després de 21 anys sense guanyà la primera divisió) i el Clausura 2001. Al la fi de la temporada 2001 va obtenir un primer títol internacional, la Copa Mercosur. També va guanyar la primera edició de la Copa Sud-americana el desembre de 2002. El club es va fer popular el mes de març de 2013 quan va ser proclamat papa l'arquebisbe de Buenos Aires Jorge Mario Bergoglio sota el nom de Francesc I. El nou pontífex és seguidor del San Lorenzo de Almagro i el club ha inclòs una imatge del papa a les samarretes. L'estrena de l'equipament va omplir el Nuevo Gasómetro i les vendes de samarretes es van multiplicar extraordinàriament.

## Estadi
El vell Estadi Gasómetro fou la seu del San Lorenzo durant molts anys. Degut als deutes va ser venut el 1979. Un nou estadi anomenat El Nuevo Gasómetro fou inaugurat el desembre de 1993. El nom oficial del nou estadi és Estadi Pedro Bidegain, un antic president del club. Té una capacitat per a 47.964 espectadors.

## Palmarès
- 1 Copa Libertadores: 2014
- 1 Copa Mercosur: 2001
- 1 Copa Sud-americana: 2002
- 1 Copa Campeonato del Río de la Plata: 1923
- 1 Copa Aldao: 1927
- 15 Lliga argentina de futbol: 1923, 1924, 1927, 1933, 1936 (Copa de Honor), 1946, 1959, 1968 (Metropolitano), 1972 (Metropolitano), 1972 (Nacional), 1974 (Nacional), 1995 (Clausura), 2001 (Clausura), 2007 (Clausura), 2013 (Inicial)
- 2 Lliga argentina de segona divisió: 1914 (Ascenso), 1982 (Primera División B)
- 1 Copa de la república: 1943
- 1 Supercopa Argentina: 2015

## Jugadors destacats
- Sebastián Abreu (1996 / 1997, 2000 / 2001)
- Alberto Acosta (1989 / 1990, 1991 / 1992, 1997 / 2000, 2001 / 2003)
- Lindolfo Acosta
- Rafael Albrecht
- Rubén Ayala (1968-1973)
- Juan Benavidez (1951-1955)
- Ángel Berni
- Claudio Biaggio (1992 / 1995, 1997 / 1999)
- José Luis Chilavert (1985 / 1987)
- Victorio Nicolás Cocco
- Fabricio Coloccini (1999 / 2001)
- Iván Córdoba (1998 / 2000)
- Narciso Horacio Doval
- Walter Erviti (1998 / 2002)
- Armando Farro
- Roberto Fischer
- Guillermo Franco (1996 / 2002)
- Blas Giunta (1983-1988)
- Néstor Raúl Gorosito (1988 / 1993, 1996 / 1999)
- Jorge Higuain
- Armando Husillos (1983)
- Rubén Darío Insúa
- Isidro Lángara (1939-1943)
- Ricardo Lavolpe
- Rinaldo Martino
- Pablo Michelini (1999 / 2005)
- Paolo Montero (2005 / 2006)
- Jorge Olguín
- Oscar Ortiz
- Mario Papa
- Walter Perazzo (1979 / 1988)
- René Pontoni
- Armando Quinteros
- Osvaldo Rendo
- Héctor Rial (1947 / 1949)
- Jorge Rinaldi (1983 / 1985, 1991 / 1992)
- Leonardo Rodríguez
- Leandro Romagnoli (1999 / 2004)
- Bernardo Romeo (1998-2001)
- Oscar Ruggeri (1994 / 1997)
- José Sanfilippo (1953-1962, 1972)
- Mirko Saric
- Héctor Horacio Scotta
- Paulo Silas (1993 / 1997)
- Roberto Telch
- Héctor Rodolfo Viera
- Sergio Bismarck Villar

## Seccions
El club té seccions de futbol, basquetbol, voleibol, futsal, handbol, natació, tennis, hoquei herba, hoquei patins, patinatge artístic i arts marcials.